# Rocco Mediate
Rocco Anthony Mediate, né le 17 décembre 1962, est un golfeur américain. Né à Greensburg en Pennsylvanie, il a des origines italiennes. Il est devenu professionnel en 1985. Il a remporté six victoires sur le PGA Tour. Il est principalement connu pour sa deuxième place à l'US Open 2008, après un play-off contre Tiger Woods sur le parcours de Torrey Pines. Il a remporté le Senior PGA Championship en 2016, un des tournois majeurs du circuit senior. 

## Jeunesse
Mediate est né à Greensburg, en Pennsylvanie. D'après Golf Channel, il est le fils d'un coiffeur et possède un héritage ancestral italien. Il a été membre de l'équipe de golf universitaire du Florida Southern College ainsi que son ami proche Lee Janzen, futur vainqueur de l'US Open. Ils ont aidé à amener Florida Southern jusqu'au championnat par équipe de la division II de la NCAA en 1985.

## Carrière professionnelle

### Débuts sur le PGA Tour
Mediate passe professionnel en 1985. Sa carrière de golfeur est marquée par des problèmes de dos. Très tôt, il a compensé en utilisant un long putter. En 1991, il devient le premier joueur à remporter un tournoi du PGA Tour avec un long putter au Doral-Ryder Open.
Après une autre victoire au  KMart Greater Greensboro Open (aujourd'hui le Wyndham Championship) en 1993, il doit interrompre sa carrière après une rupture d'un disque vertébral. 
Mediate revient sur le Tour en 1996, grâce à une exemption médicale et décroche des victoires en 1999, 2000 et 2002. Grâce à un entraînement physique adapté lui permettant de réduire ses problèmes de dos, il peut réutiliser un putter standard à partir de 2003. 

### US Open 2008
Après avoir réussi à décrocher seulement 3 tops 10 dans les tournois majeurs, avec comme meilleur résultat une 4ème place à l'US Open 2001, Mediate est placé sous le feu des projecteurs lors de l'US Open 2008 à Torrey Pines en Californie. Troisième à 2 coups de la tête après trois tours, il parvient à terminer en tête à l'issue du dernier parcours, jusqu'à ce que Tiger Woods rentre un putt d'environ 4 mètres sur le dernier green pour égaliser.
Le playoff sur 18 trous disputé le lendemain voit les deux joueurs terminer à nouveau à égalité sur un score de 71 chacun, après plusieurs retournement de situation. Mediate s'incline finalement au premier trou de mort subite. La compétition acharnée que se livre les deux hommes marque durablement la mémoire du monde golfique, permettant à Mediate d'acquérir une certaine célébrité notamment par son choix de tenue de pour le playoff, où il arbore une tenue noire et rouge, couleurs habituellement utilisées par Woods lords des derniers tours de compétitions. 
Un film réalisé plus tard par l'USGA mettra en scène l'affrontement des deux golfeurs.

### Fin de carrière sur le PGA Tour
Il parvient à remporter une dernière victoire en 2010 au Frys.com Open, en menant de bout en bout. 

## Victoires Professionnelles (12)

### PGA Tour (6)
| No. | Date         | Tournoi                                 | Score                 | Marge de victoire | Second(s)               |
| --- | ------------ | --------------------------------------- | --------------------- | ----------------- | ----------------------- |
| 1   | Mar 4, 1991  | Doral-Ryder Open                        | −12 (66-70-68-72=276) | Playoff           | Curtis Strange          |
| 2   | Apr 25, 1993 | KMart Greater Greensboro Open           | −7 (74-67-71-69=281)  | Playoff           | Steve Elkington         |
| 3   | Jan 31, 1999 | Phoenix Open                            | −11 (69-67-66-71=273) | 2 coups           | Justin Leonard          |
| 4   | Aug 13, 2000 | Buick Open                              | −20 (68-64-70-66=268) | 1 coups           | Chris Perry             |
| 5   | Apr 28, 2002 | Greater Greensboro Chrysler Classic (2) | −16 (68-67-66-71=272) | 3 coups           | Mark Calcavecchia       |
| 6   | Oct 17, 2010 | Frys.com Open                           | −15 (64-65-67-73=269) | 1 coups           | Alex Prugh, Bo Van Pelt |

PGA Tour playoff (2–1)
| No. | Année | Tournoi                       | Adversaire      | résultat |
| --- | ----- | ----------------------------- | --------------- | --- |
| 1   | 1991  | Doral-Ryder Open              | Curtis Strange  | Gagne avec un birdie sur le premier trou supplémentaire                                                     |
| 2   | 1993  | KMart Greater Greensboro Open | Steve Elkington | Gagne avec un birdie sur le quatrième trou supplémentaire                                                   |
| 3   | 2008  | U.S. Open                     | Tiger Woods     | Perd contre un par sur le premier trou supplémentaire après un play-off sur 18 trous (Woods:71, Mediate:71) |

### Autres victoires (3)
- 1999 Callaway Golf Pebble Beach Invitational
- 2002 Franklin Templeton Shootout (avec Lee Janzen)
- 2003 CVS Charity Classic (avec Jeff Sluman)

### Champions Tour (3)
| Légende                                    |
| Championnats Majeurs Seniors (1)           |
| Autres victoires sur le Champions Tour (2) |

| No. | Date               | Tournoi                 | Score gagnant         | Marge de victoire | Second(s)                         |
| --- | ------------------ | ----------------------- | --------------------- | ----------------- | --------------------------------- |
| 1   | 10 février 2013    | Allianz Championship    | −17 (67-61-71=199)    | 2 coups           | Bernhard Langer, Tom Pernice, Jr. |
| 2   | 1er septembre 2013 | Shaw Charity Classic    | −22 (63-64-64-191)    | 7 coups           | Tom Byrum                         |
| 3   | 29 mai 2016        | Senior PGA Championship | −19 (62-66-71-66=265) | 3 coups           | Colin Montgomerie                 |